# حسین اون
حسین ابن اون (زاده ۱۲ فوریه ۱۹۲۲ – درگذشته ۲۹ مه ۱۹۹۰) سومین نخست وزیر مالزی در طی سال‌های ۱۹۷۶ تا ۱۹۸۱ بوده است.

## زندگی
تون حسین بن داتو آن در ۱۲ فوریه ۱۹۲۲ در جوهور بهرو زاده شد. حسین آن تحصیلات خود را در سنگاپور و دانشکده انگلیسی جوهوربارو گذراند. در سال ۱۹۴۰ او به عنوان دانشجوی دانشکده افسری به نیروی نظامی جوهور پیوست. تون حسین در ۱۹۴۱ به آکادمی نظامی هند منتقل شد. وی پس از اتمام دوره آموزش توسط ارتش هند منتقل شد.
وی پس از مدتی مربی مرکز آموزشی افسری در راولپندی در پاکستان شد. تون حسین در سال ۱۹۴۹ اولین فرمانده جوان سازمان ملی مالزی شد. او در سال ۱۹۵۱ دبیر کل این سازمان شد. وی در سال ۱۹۶۹ برنده انتخابات عمومی شد و به عنوان وزیر آموزش و پرورش منصوب شد. پس از مرگ عبدالرزاق حسین در ۱۵ ژانویه ۱۹۷۶ نخست وزیر مالزی شد. او به پدر وحدت مشهور است. تون حسین بن داتو آن در ۲۹ می ۱۹۹۰ در سن ۶۸ سالگی درگذشت.